# Kessenich (Bonn)
Kessenich ist ein Ortsteil der Bundesstadt Bonn im gleichnamigen Stadtbezirk mit rund 12.500 Einwohnern auf einer Fläche von etwa zwei Quadratkilometern.

## Geographie

### Geographische Lage
Kessenich liegt im Bonner Süden auf einer von Niederterrassen gebildeten Sohle der Kölner Bucht, die durch den Godesberger Rheintaltrichter den Übergang vom rheinischen Schiefergebirge zur niederrheinischen Tieflandsbucht bildet. Ein eiszeitlicher Rheinarm, die Gumme, hat sich während der Vertiefung des Rheintales im Mittelquartär in die Niederterrasse eingegraben.
Die Grenze des heutigen Stadtteils Kessenich verläuft an der oberen Hangkante zum Venusberg, dem gleichnamigen Stadtteil in westlicher Richtung.
Zur Rheinseite grenzt der Stadtteil Gronau an. Nördlich schließen sich die Stadtteile Südstadt und Poppelsdorf an, südlich der Stadtteil Dottendorf.
Die Gemarkung Kessenich in den Grenzen der ehemaligen Gemeinde besteht bis heute, sie reicht vom Venusbergplateau angrenzend an die Gemarkung Röttgen bis zur Mitte des Rheins und umfasst teilweise den Stadtteil Gronau.

### Geologie
Abgesehen von der Gumme, die vor der Kanalisierung der vom Hang ablaufenden Bäche in der Mitte des 19. Jahrhunderts ein Sumpfgebiet war, besteht der Kessenicher Talgrund größtenteils aus tiefgründigem Lößboden, ein Grund für die bereits früh nachweisbaren Siedlungsspuren.

### Klima
Bedingt durch die Lage am Fuße des 40 Quadratkilometer großen Kottenforstes und die Nähe des Rheinstromes als Frischluftschneise sind die Höchsttemperaturen im Sommer geringer, und die Belastung der Atemluft ist deutlich geringer als in den innerstädtischen Stadtteilen.
Die Kessellage bedingt ein schwüles Klima im Sommer. Im Winter sind Inversionswetterlagen mit den typischen Nebelbänken entlang des Rheins häufig.
Die Jahresdurchschnittstemperatur beträgt auf der Talsohle in Kessenich 11 °Celsius gegenüber 10 °C auf dem Venusberg und Spitzenwerten von 12,2 °C für Bonn in der Innenstadt. Auf dem Hardtberg werden die niedrigsten Durchschnittswerte von ca. 8 °C erreicht.

## Geschichte

### Namensherkunft
Der Ortsname Kessenich erscheint in Dokumenten Anfang des 9. Jahrhunderts als Keistenich, 843 als villa Castenicha, in Kopien Castenaca und Castenacha, später 1043 Kestenich, 1065 Chessinich, 1073 Chessenich, schließlich 1066 als Kessenich, danach auch noch als Kessinich und Kessenig. Heute wird die Namensherkunft auf das gallorömische castiniacum zurückgeführt, was auf einen Hof des Castinus oder Castinius deutet.
Im Namensgut der Bonner Legion kommt Anfang des 3. Jahrhunderts der Legat C. Julius Septimus Castinus vor, nicht überliefert ist jedoch, ob dieser Besitz auf Kessenicher Gebiet hatte.
Eine frühere Herleitung vom keltischen Cassanus „Eiche“, die für den namensgleichen Ort Kessenich (Belgien) verwendet wird, ist an der genannten Stelle verworfen. Der namensgleiche Ortsteil Kessenich (Euskirchen) könnte denselben Ursprung haben, im Wirkungskreis seiner Legion hat Castinus auch einen Gedenkstein bei Iversheim gesetzt.

### Steinzeit und Frühgeschichte
Kessenich ist ein alter, bereits in vorrömischer Zeit vorhandener Siedlungsplatz, und somit eine der ältesten Siedlungen in Bonn. Das als Bodendenkmal B 16 in die Bonner Denkmalliste eingetragene „Michelsberger Erdwerk“ (datiert auf 4080 v. Chr.) auf dem Venusbergplateau liegt zum überwiegenden Teil innerhalb der Gemarkung Kessenich.
In unmittelbarer Nähe entspringt der ganzjährig wasserführende Venusbergbach mit den tiefgründigen Lößböden auf der Niederterrasse, ein günstiger Standort für frühe Ackerbauern.

### Römerzeit
Ebenfalls zu einem großen Teil innerhalb der Kessenicher Gemarkungsgrenzen befand sich der Vicus Bonnensis, eine zivile römische Siedlung mit bis zu zehntausend Menschen südlich des Bonner Römerlagers.
Es wird vermutet, dass bereits seit der Römerzeit in Kessenich Wein angebaut wurde.
Eine große Anzahl der ersten Funde des vicus Bonnensis sind im Untergeschoss des Hauses der Geschichte ausgestellt. Weitere Funde wurden bei den Bauarbeiten zum WCCB gemacht.

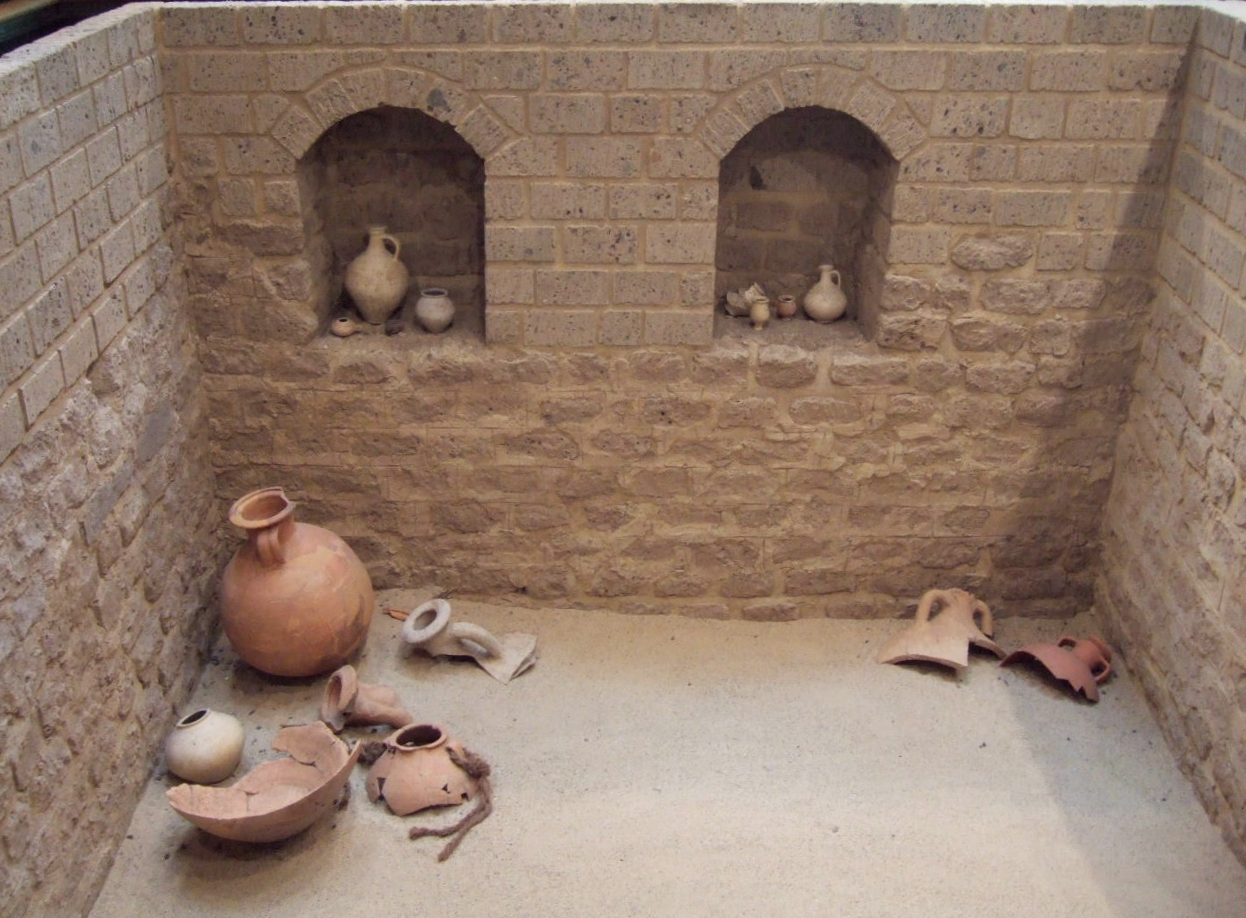
Keller eines römischen Hauses – Fundort: Haus der Geschichte
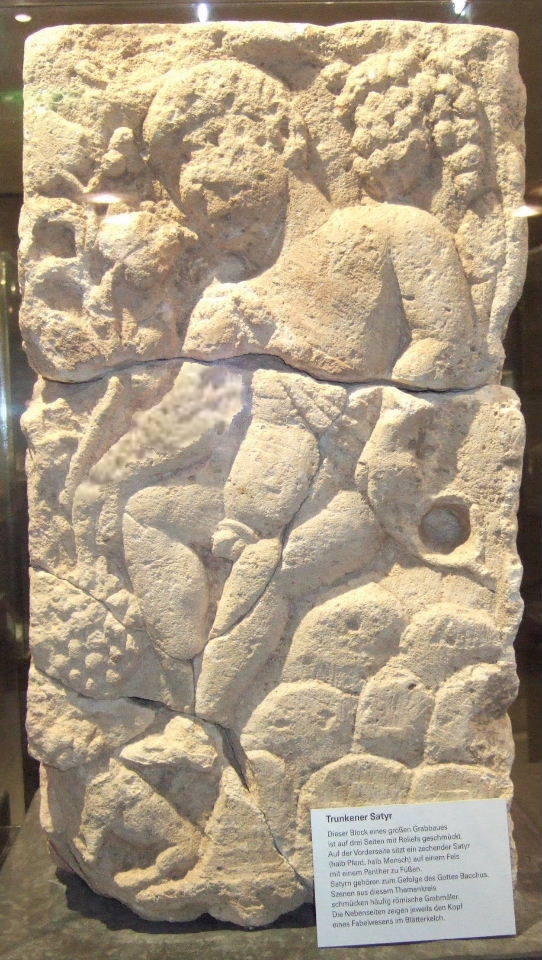
Trunkener Satyr – Fundort: Haus der Geschichte
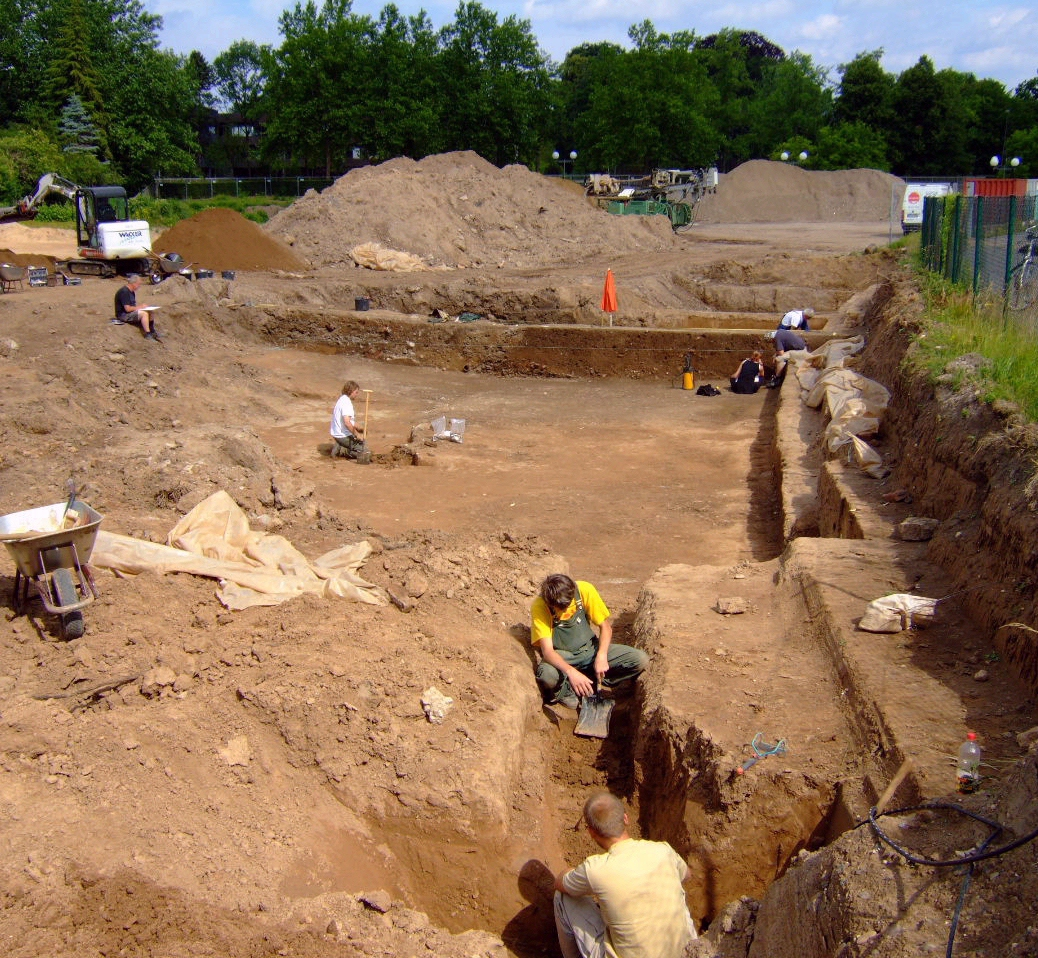
Archäologische Grabungen auf der Baustelle des WCCB (Juni 2006)

### Mittelalter

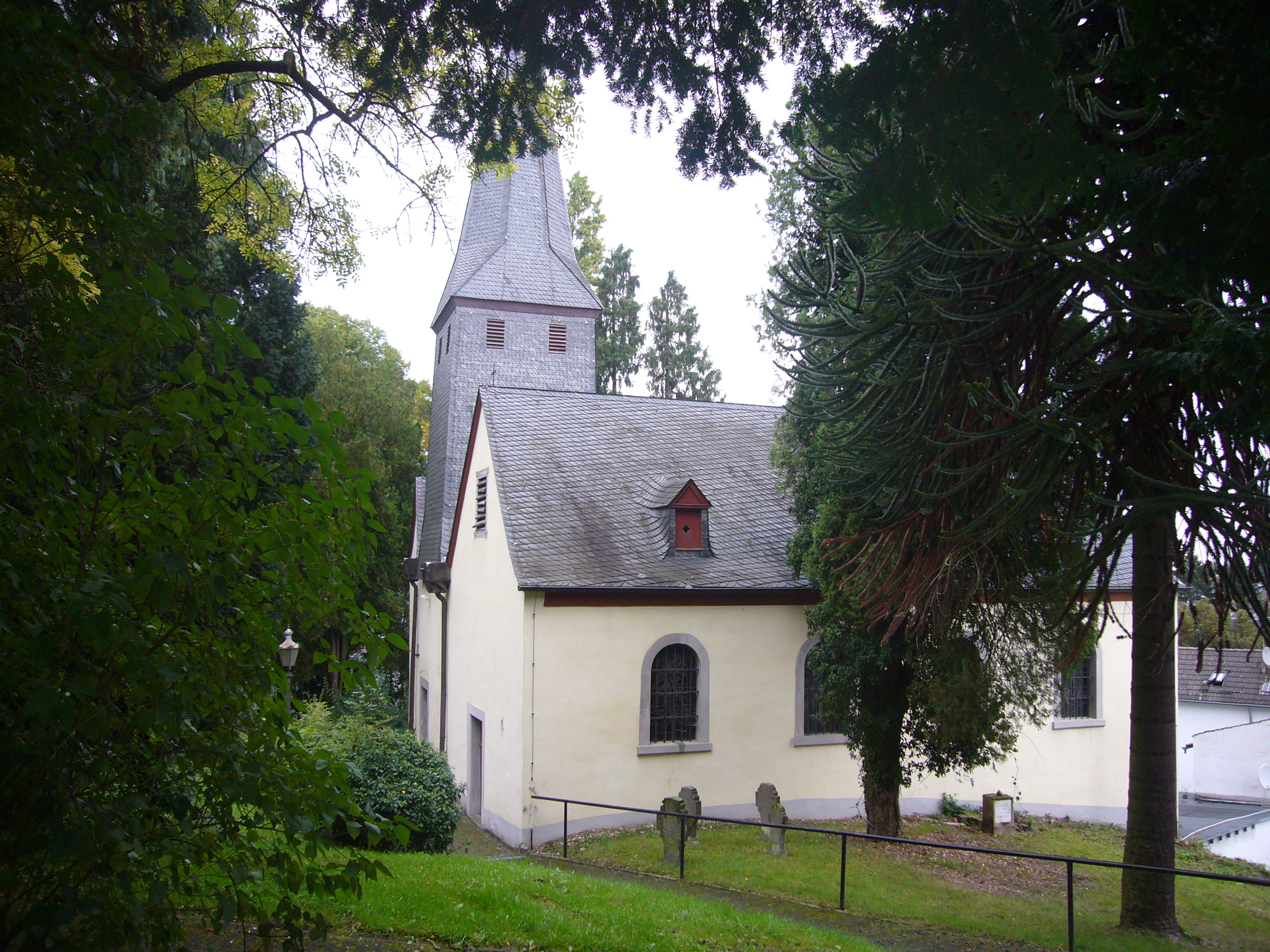
Die alte Pfarrkirche St. Nikolaus

Im Jahr 843 wird die Propstei Kessenich. zu der auch das Krongut Dottendorf gehörte, erstmals urkundlich erwähnt. Kaiser Lothar I., ein Enkel Karls des Großen, schenkte das Lehen, welches damals aus acht Mansen bestand, an den hessischen Gaugrafen Esiko, der es seinerseits an die Benediktinerabtei Corvey weitergab. In der Gründungsphase der Corveyer Klosterstiftung waren die Weinlieferungen aus Kessenich von Bedeutung, bis ins 12. Jahrhundert hinein machte der Abt von Corvey jährlich die Weinreise nach Kessenich.
1249, einige Jahre nach einem Klosterbrand in Corvey erwarb das Zisterzienser-Kloster Hardenberg den Besitz in Kessenich. 1405 ging der klösterliche Besitz an den Kölner Kurfürsten. 1445 wurde er an die Kölner Kartause  abgegeben.
Anno 1449 war Kessenich das größte Dorf des Amtes Bonn im Kurfürstentum Köln.
1486 schloss man einen Vertrag zwischen den Gemeinden Kessenich und Poppelsdorf über den Bau und die Erhaltung der St. Martinskirche zu Bonn.
Die Beiträge wurden zu einem Drittel aus Poppelsdorf und zu zwei Dritteln aus Kessenich entrichtet.
1571 wurden dem Kirchlein in Kessenich Tauf- und Begräbnisrecht verliehen. 1670 umfasste Kessenich 118 Häuser. Damit verbunden ist die älteste bekannte Inschrift des Ortes auf einem Taufbecken mit Datierung „Anno 1571“.
Die alte St.-Nikolaus-Kirche, die auf einen Saalbau aus der Mitte des 11. Jahrhunderts zurückgeht, liegt oberhalb der neuen Pfarrkirche im alten Kessenicher Friedhof und ist das älteste erhaltene Bauwerk in Kessenich. Kessenich war neben Poppelsdorf seit altersher ein Sprengel der Pfarrei St. Martin in Bonn. Der Bonner Talweg als Prozessionsweg zur Pfarrkirche in der Stadt wird mit Beleg seit 1580 auch „Heiliger Weg“ genannt.

### Neuere Geschichte

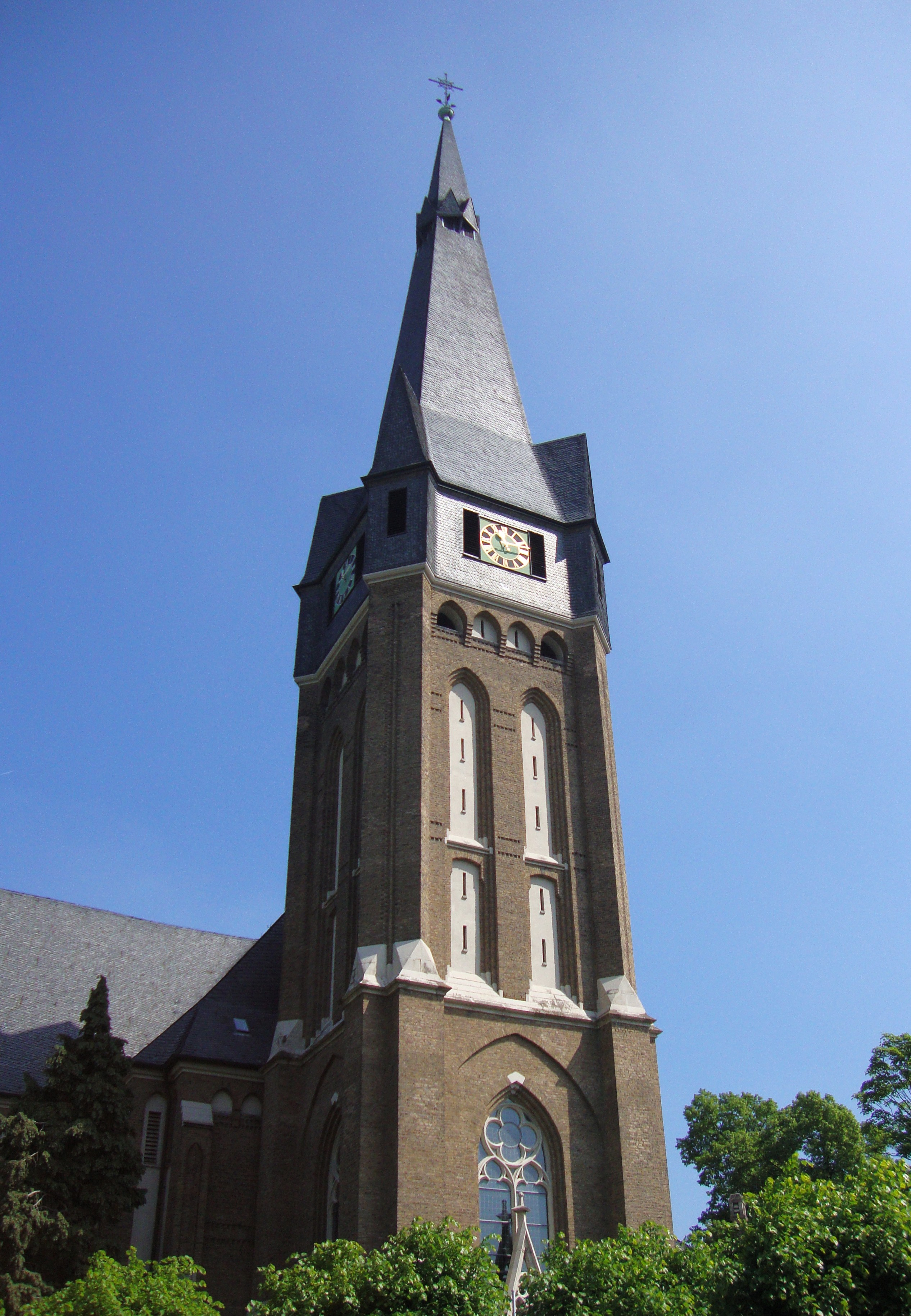
Kath. Pfarrkirche St. Nikolaus
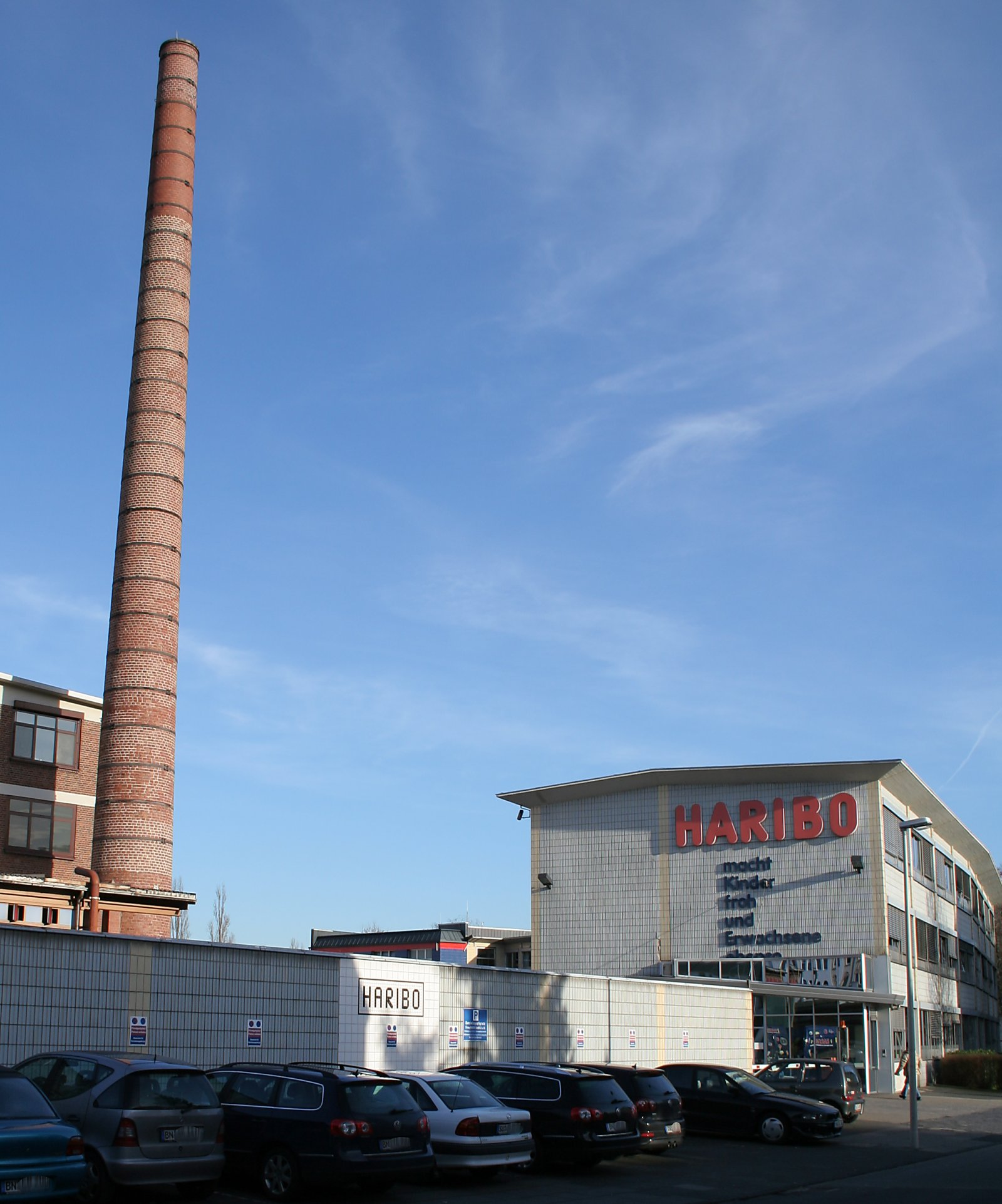
Haribo-Stammwerk in der Hans-Riegel-Straße
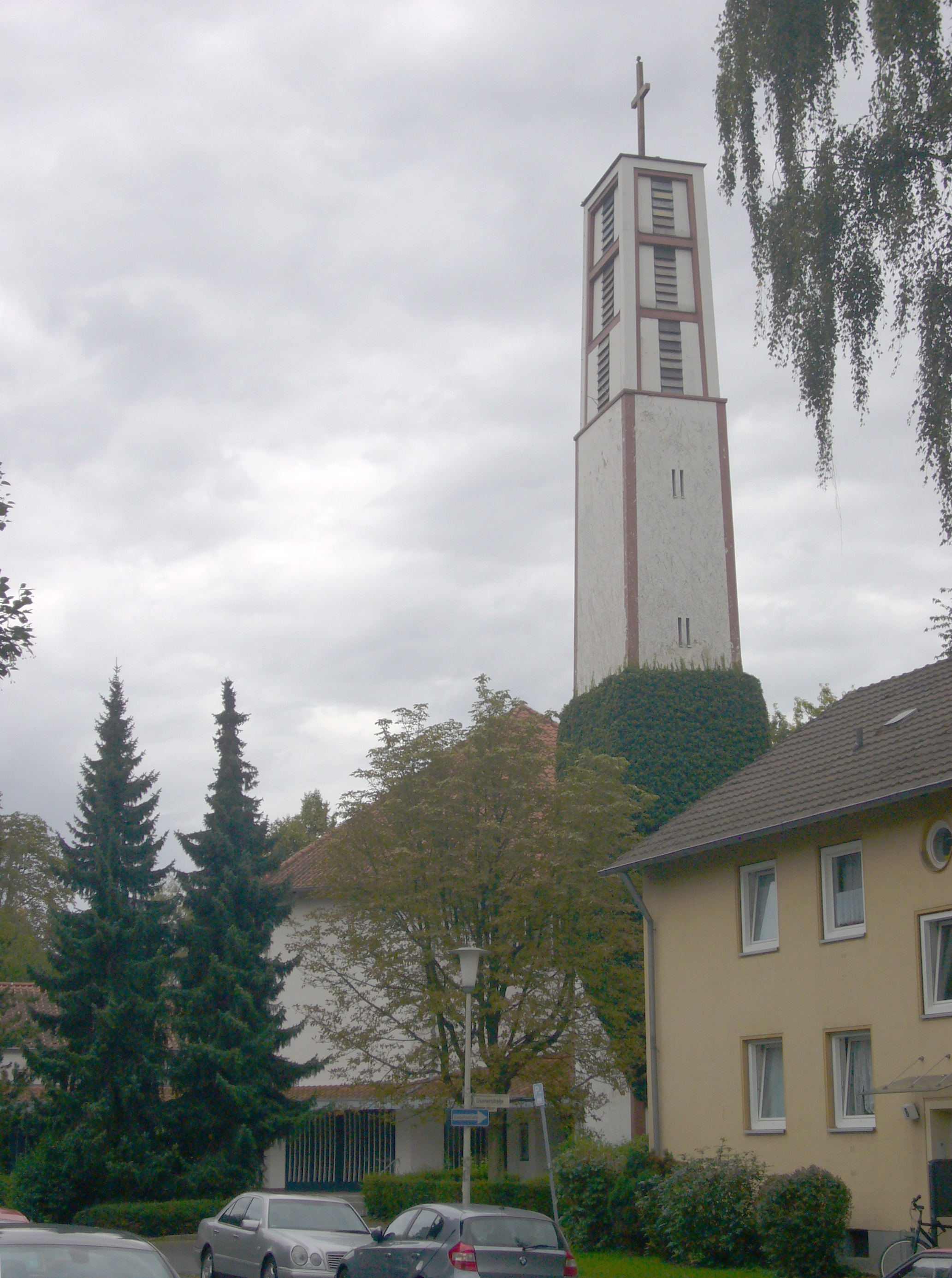
Evangelische Friedenskirche

Im Zuge der Säkularisation wurde St. Nikolaus 1804 selbstständige Pfarrei, als Pfarrer wurde Franz Xaver Joseph Lohé eingesetzt. 1879 wurde der „Bonner Eisclub e. V.“ gegründet, der 1906 sein Clubhaus auf dem Kessenicher Feld errichtete. In den Jahren 1888–1891 wurde die neue Pfarrkirche St. Nikolaus nach den Plänen Johannes Richters erbaut.
Die Weinbaugeschichte wurde auch in Kessenich durch das Erscheinen der Reblaus unterbrochen. Den Stand zuvor zeigt die Rhein-Weinbaukarte von 1904. Seitdem wird erwerbswirtschaftlicher Weinbau hier nicht mehr betrieben. 1904 wurde die bis dahin eigenständige Gemeinde Kessenich mit einer Fläche von 578 Hektar in die Stadt Bonn eingegliedert. Im Jahre 1920 gründete Hans Riegel in Kessenich die Firma Haribo, die sich zu einem der wichtigsten Wirtschaftsunternehmen der Stadt entwickelte und den Stadtteil mit mehreren Fabrikgebäuden und dem markanten Lakritz-Geruch prägt.
Die evangelische Friedenskirche wurde 1955 erbaut, nach dem Bonn Regierungssitz geworden war und dem damit verbundenen Zuzug von Regierungsbeamten; 1970 wurde die Friedenskirchengemeinde begründet. Im Freilichtmuseum Kommern befindet sich seit 1958 ein aus Kessenich stammendes Fachwerkhaus, das im 16. Jahrhundert erbaut wurde, sowie seit 2011 das Interieur der im Jahre 1967 gegründeten Eisdiele „Dall’Asta“, die von der Betreiberfamilie aus Altersgründen aufgegeben wurde.

### Denkmäler
Das unter Denkmalschutz stehende Kriegerehrenmal in Kessenich wurde 1926 im Auftrag des Kessenicher Kriegervereins errichtet.

### Kulturgeschichtliche Rezeption

#### Reisebeschreibung
- 1888: Reiseführer Mittelrhein

„… Ein angenehmer, etwa 25 Min. längerer Weg geht vom Fuße der Ruine Godesberg über die Dörfer Friesdorf an der „Amalienhöhe“ und einem Alaunwerke vorbei, über Dottendorf mit der Dottendorfer Höhe (Aussicht) und Kessenich nach Bonn. Hinter Kessenich steigt man auf einem schönen Fahrwege zur Rosenburg und zur Casselsruhe (Restauration) hinauf, wo sich ein herrliches Panorama des Rheintales und der sieben Berge eröffnet. Über den Bergrücken Venusberg führen hübsche Wege nach Poppelsdorf; von dem Schlosse rechts in 10 Min. nach Bonn.“

#### Musik
Etwa 1953 komponierte und dichtete Christian Gratzfeld das fünfstrophige Kessenicher Heimatlied.

## Sonstiges
Die Initiative Kessenich ist Kult unterstützt seit 2004 neben der Gründung einer Gewerbegemeinschaft auch kulturelle und sportliche Aktivitäten und nicht zuletzt ein „Kessenich-Gefühl“ durch verschiedene Aktionen.
Die katholische öffentliche Bücherei St. Nikolaus in Kessenich wurde im Jahre 2007 zur ersten Solarbücherei Deutschlands.

## Persönlichkeiten
- Charles Amberg (1894–1946), Librettist, Schlagertexter und Komponist, in Kessenich geboren
- Josef Niesen (* 1963), Künstler, Autor und Verleger, lebt in Kessenich
- Peter Piel (1835–1904), Komponist, Musiktheoretiker und Pädagoge, in Kessenich geboren
- Franz Schaeffer (1582–1666), Zisterzienser, in Kessenich geboren
- Nikolaus Wasser (1906–1973), Kommunist, in Kessenich geboren und dort im Widerstand gegen den Nationalsozialismus tätig gewesen

## Nachkriegssiedlungen im ehemaligen „Wasserland“
Bis in die 1950er Jahre war Kessenich vom östlich angrenzenden ehemaligen Regierungsviertel deutlich abgegrenzt durch ein fast unbebautes Gebiet, das man das Wasserland nannte. Der Name erinnerte an die Zeit, in welcher der Rhein noch unzählige Nebenarme hatte und demzufolge weite Gebiete an seinen Ufern versumpft waren. Dort stand noch bis in die 1970er Jahre ein Bauernhof, ein Schäfer trieb seine Herde von der Löschkestraße aus in die damals noch unbebauten Wiesen der Rheinaue und wieder zurück, und das Gelände war weitgehend untauglich für eine weitere Bebauung. Infolge der Wohnungsnot nach dem Zweiten Weltkrieg wurde dieses Gebiet notdürftig entwässert und die Siedlungsgesellschaften GAGFAH und AWOG begannen dort ab 1953, großflächig Bundeswohnungen und kleine Reihenhäuser zu errichten. Eine Müllkippe samt kleinem „Grundwassersee“ wurde zugeschüttet, und inzwischen befinden sich an dieser Stelle großzügig angelegte Fußball-, Tennis- und Hockeyplätze (Sportpark Wasserland). Die ursprüngliche Namensgebung dieses Wohngebiets lässt sich heute noch an den Straßen ablesen: diese tragen meist die Namen benachbarter Rheinzuflüsse (Naheweg, Saarweg, Siegweg, Erftweg etc.). In östlicher Richtung schloss sich das Wasserland über das Johanniter-Viertel (heute Gronau) an die Rheinauen an und ging dann über in eine riesige Grünfläche, die sich bis nach Plittersdorf im Süden erstreckte.